# Pia Laus-Schneider

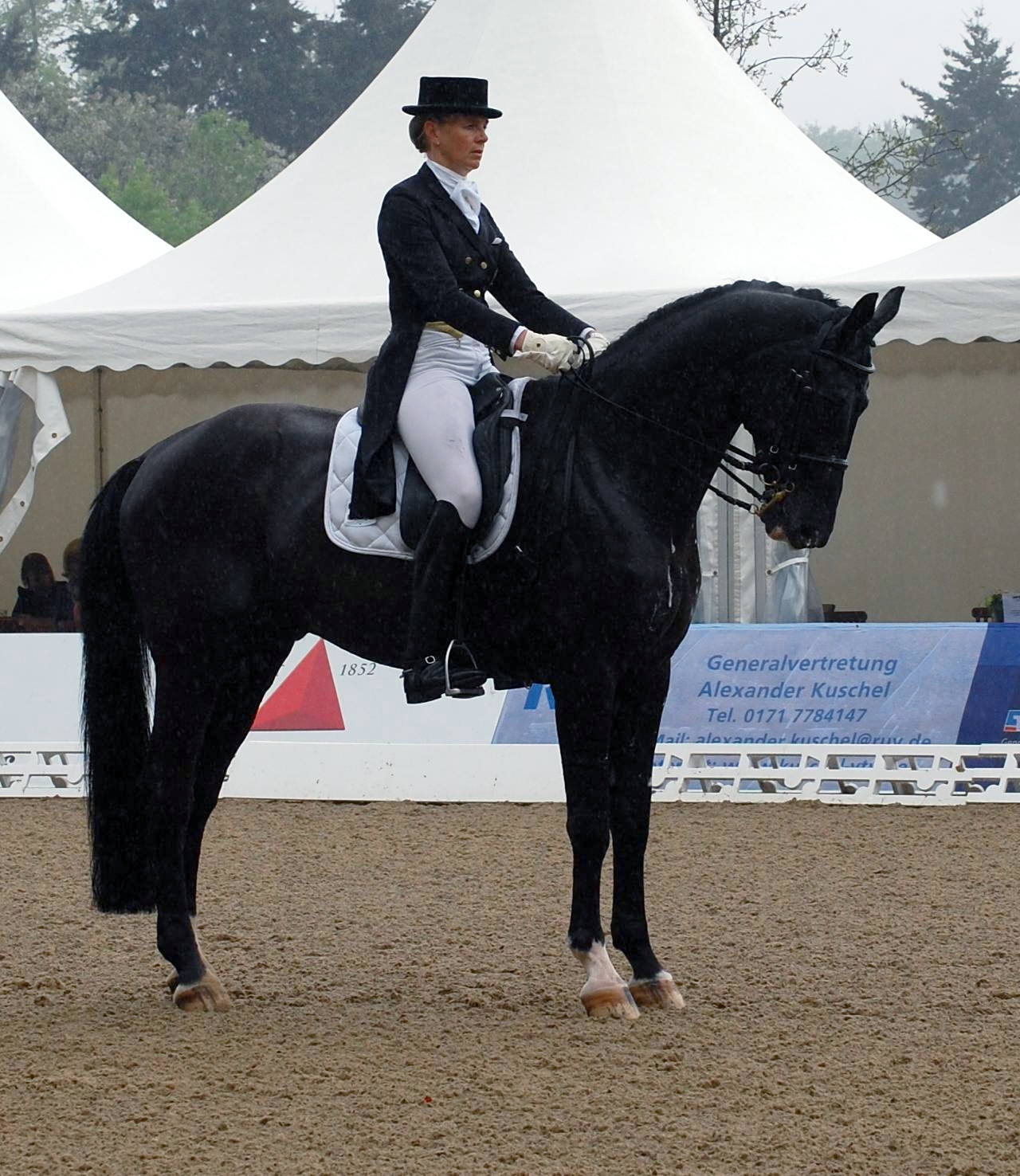
Pia Laus-Schneider mit Worcester, Grand Prix beim Deutschen Dressur-Derby 2013

Pia Laus-Schneider, geborene Pia Laus (* 2. Mai 1968 in Frankfurt am Main) ist eine deutsch-italienische Dressurreiterin, die im Sport für Italien startet. Sie nahm an drei Olympischen Spielen teil.

## Werdegang
Laus-Schneider wurde 1968 geboren. Als Tochter einer deutschen Mutter und eines italienischen Vaters hatte sie von Geburt an zwei Staatsbürgerschaften.
Pia Laus-Schneider lebte lange Zeit in Wetter (Ruhr). Hier ging sie zur Schule und schloss ihr Abitur ab. Ab 1988 studierte sie an der Ruhr-Universität Bochum, ihre zweite juristische Staatsprüfung legte sie im Juni 1997 ab. In Folge war sie in einer Rechtsanwaltskanzlei in Hagen tätig.
Bis 1990 bestritt Laus-Schneider erfolgreich Dressurprüfungen für Deutschland, so unter anderem drei Junge-Reiter-Europameisterschaften, wo sie zwei Mal Einzeleuropameisterin ihrer Altersklasse wurde. Im Jahr 1990 wechselte sie ihrem Vater zuliebe die Nationalität und startete fortan im Sport für Italien. Im selben Jahr nahm sie an den ersten Weltreiterspielen teil, es folgten weitere Championatsteilnahmen und drei Olympiateilnahmen 1992, 1996 und 2000. In dieser Zeit wurde sie über einen längeren Zeitraum von Uwe Schulten-Baumer sen. trainiert.
Ab 2003 war sie gewählte Sprecherin und FEI-Repräsentantin der Dressurreiter.
Sie ist mit dem Springreiter Ralf Schneider (ehemaliger Nationenpreisreiter) verheiratet und hat drei Kinder. Nach ihrem Umzug auf die Familienanlage in Klockenhagen (Mecklenburg-Vorpommern) startet sie seit 2009 für die Reitsportgemeinschaft Wöpkendorf. Im selben Jahr startete sie auch erstmals seit Jahren wieder in Dressurprüfungen auf Grand Prix-Niveau. Ab Sommer 2012 folgten auch Starts in internationalen Grand-Prix-Prüfungen mit Worcester. Mit dem Wallach Shadow gelang es ihr ab Sommer 2016 regelmäßig Ergebnisse über 70 Prozent zu erreichen. Im Juni 2017 wurde sie mit Shadow auf Rang 73 der Weltrangliste geführt, sie war damit die bestplatzierte Italienerin.

## Pferde
- Adrett (* 1978), Westfälischer Fuchshengst, Vater: Adlerfels, Muttervater: Romadour II[9]
- Liebenberg (* 1979), Hannoveraner Fuchshengst, Vater: Leibwächter I, Muttervater: Absatz[10]
- Renoir (* 1987), brauner Westfalenwallach, Vater: Rex Fritz, Muttervater: Maestoso xx[11][12][13]
- Worcester (* 2000), Oldenburger Rappwallach, Vater: Weltblick, Muttervater: Contango[14]
- Shadow (* 2006), brauner Mecklenburger Wallach, Vater: Sancisco, Muttervater: Lagoheidor G[15]

## Erfolge

### Jugend-Erfolge
Erfolge jeweils für Deutschland
- Europameisterschaften Junge Reiter:
  - 1987, Cervia: 1. Platz mit der Mannschaft
  - 1988, Lanaken: mit Adrett 1. Platz mit der Mannschaft und 1. Platz in der Einzelwertung
  - 1989, Salzburg: mit Adrett 1. Platz mit der Mannschaft und 1. Platz in der Einzelwertung[16]

- Deutsche Meisterschaft Junge Reiter:
  - 1986, Mannheim: mit Liebenberg 1. Platz (Damen)
  - 1987, Soltau: mit Liebenberg 3. Platz Junge Reiter (Damen)
  - 1988, Dinklage: mit Liebenberg 2. Platz Junge Reiter (Damen und Herren)[17]

### Spätere Erfolge
Erfolge jeweils für Italien
- Olympische Sommerspiele:
  - 1992, Barcelona: mit Adrett 8. Platz mit der Mannschaft und 7. Platz in der Einzelwertung
  - 1996, Atlanta: mit Liebenberg 9. Platz mit der Mannschaft und 34. Platz in der Einzelwertung
  - 2000, Sydney: mit Renoir 14. Platz in der Einzelwertung

- Weltreiterspiele:
  - 1990, Stockholm: mit Adrett 9. Platz mit der Mannschaft und 10. Platz in der Einzelwertung
  - 1994, Den Haag: mit Adrett 5. Platz mit der Mannschaft und 21. Platz in der Einzelwertung
  - 1998, Rom: mit Renoir 16. Platz mit der Mannschaft und 68. Platz in der Einzelwertung[18][19]

- Weltcupfinale (Ergebnisse ab 1998):
  - 1999, Dortmund: mit Renoir 5. Platz (73,06 %)[20]

- Landesmeisterschaften Mecklenburg-Vorpommern:
  - 2009, Sukow: mit Worchester 2. Platz[21]
  - 2015, Redefin: mit Shadow 2. Platz[22]